# Galleon

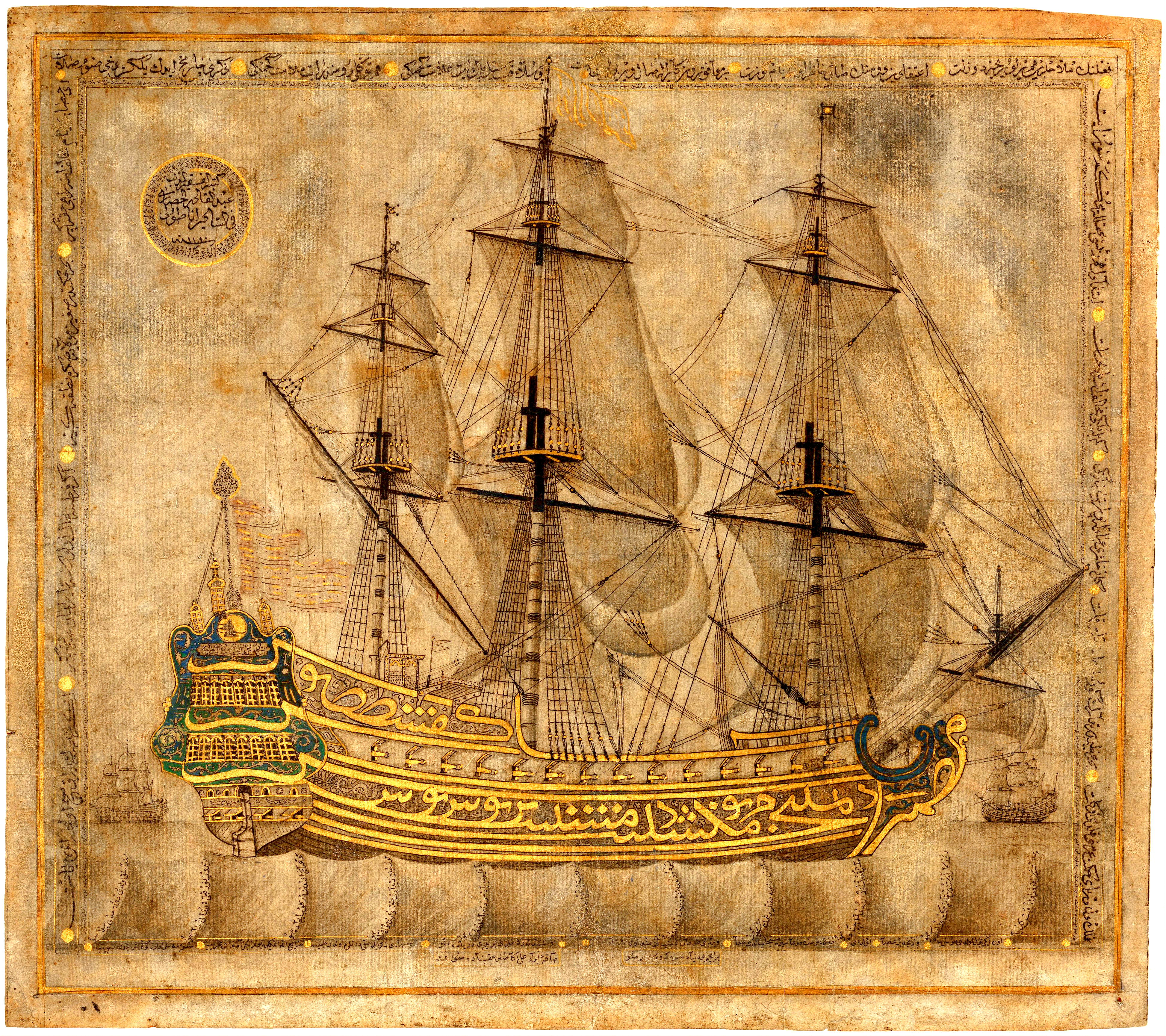
Török galleon (1766)

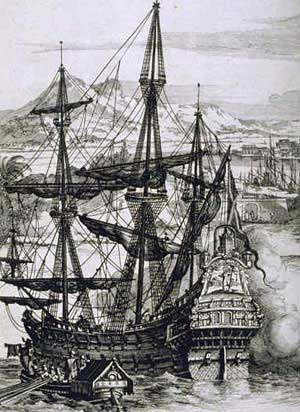
Egy spanyol galleon

A galleon a 16–17. század óceánokat járó teher- és hadihajója volt. Kielégítő merülés, teherbíró képesség és kitűnő navigációs tulajdonságok jellemezték. A portugál karakkból, illetve a genovai kokából keletkezett, s ezért evezői sem voltak. Spanyol eredetű elnevezése valószínűleg az arab nyelvből származik: az arab halion „nagy hajó”-t jelent (nagyobb hajót, mint a karakk, attól jellegzetesen hajlított, kisméretű orrával is különbözött). A hajóorrot faragott szoboralak, az ún. gallion díszítette. Az orrárbócra kis keresztvitorla vagy háromszögű orrvitorla került. A hajó kezdetben négy, később pedig három árbócot hordozott, az árbócokat keresztvitorlával látták el, csak az utolsó tatárbóc volt latin vitorlázatú. A galleon az első hajótípus, melyen a kezdetektől fogva megtalálható a kasvitorla.
A hadicélokra alkalmazott galleonok korlátozott kereskedelmi képességgel is rendelkeztek. Fő feladatuk kezdetekben a kereskedelmi hajók védelme volt a kalózoktól.
A 16. századtól megjelentek a kifejezetten katonai célokra épült galleonok, melyek már csaták megvívására lettek tervezve. A 16–17. században megjelent közvetlenül a tatárbóc mögött a negyedik árbóc, az ún. bonaventura is. Ez volt az első hajó, amely sudárvitorlával is felszereltek, tehát árbóconként három vitorlát hordozott. Ezeknek a gelleonoknak a hossza már 45 m, szélessége pedig 11–12 m volt. Magasabb árbócaik három keresztrudat hordoztak, ezért az árbóc is három toldalékból állt. Az árbócmerevítők, amelyek összekötötték őket, kör alakú, oldalvéddel körülhatárolt felületekben folytatódtak, ezek megfigyelőállásként szolgáltak. A hátsó árbóc kivételével mindegyik árbóc két ilyen „gólyafészket” hordozott.
Fegyverzetét kb. 80 db ágyú alkotta, ebből 32 db az alsó fedélzeten, 28 db a felső és 20 a fedélzeti felépítményekben kapott helyet. A tatfelépítmények több emeletesek voltak, és minden emelet erkélyben végződött. A magas első felépítmény túlnyúlt a hajótörzsön. Az orrárbóc a római artemonra emlékeztetett.
A 17. századra már 2500 t vízkiszorítású és 2000 t terhelhetőségű hadi galleon is megjelent. Ez elő- és főárbócán négy-négy keresztvitorlát, tatárbócán egy latin- és két keresztvitorlát hordozott, az orrárbócán pedig a szokásos vakvitorlán kívül az orrsudár fölött is megjelent egy keresztvitorla. Elmaradt a negyedik árbóc, viszont megjelent a negyedik keresztvitorla, a „royal”, vagyis a „királyvitorla". A hajó 100 ágyúja három fedélzeten volt elhelyezve. Ez a vitorlás az akkori idők legnagyobb hajójának számított. Hossza 70 m, legmagasabb árbóca 60 m magas volt.

## Híres galleonok
- Ark Royal, eredetileg Sir Walter Raleigh-nak készült, csak később vették át a Royal Navy kötelékébe.
- Golden Hind, Sir Francis Drake zászlóshajója az 1577–1580 közötti föld körüli utazásában.
- Mayflower angol galleon, amely az angol puritánok első csoportját szállította Angliából az amerikai Plymouth városába 1620-ban.
- San Juan, spanyol galleon, mely 1576-ban készült.
- San Martín, az 1588-as Spanyol armada egyik hajója.

## Más jelentése
A galleon egyfajta pénzt is jelentett.